# قصه عشق (مجموعه تلویزیونی)
قصه عشق مجموعه تلویزیونی ایرانی است که در سال ۱۳۵۲ و به کارگردانی منصور پورمند ساخته شد و از تلویزیون ملی ایران پخش شد.

## خلاصه داستان
این مجموعه تلویزیونی خانوادگی-اجتماعی، دربارهٔ زندگی دو جوان عاشق است که تصمیم دارند با یکدیگر ازدواج کنند، اما خانوادهٔ آنان با این وصلت مخالفند و برخوردها و درگیری‌هایی پیش می‌آید که دامنه آن، از محدودهٔ دو خانواده به سطح شهر گسترش می‌یابد.

## بازیگران و عوامل تولید

### بازیگران
- حمیده خیرآبادی
- ثریا قاسمی
- نعمت‌الله گرجی
- پروین سلیمانی
- محمدعلی ورشوچی
- منوچهر والی‌زاده
- ولی‌الله مؤمنی
- ناهید فیضی
- فخری پازوکی

### عوامل تولید
- کارگردان: منصور پورمند
- نویسنده: احمد بهبهانی
- تهیه‌کننده: منصور پورمند
- خواننده ترانه متن مجموعه تلویزیونی (شهر غم): ستار
- فرمت تصویر: ویدئویی
- تعداد قسمت‌ها: ۱۳ قسمت (۶۵۰ دقیقه)
- محصول: تلویزیون ملی ایران
- سال تولید: ۱۳۵۲